# Каргал
Карга́л (рос. Каргал, ерз. Каргаляй) — село у складі Зубово-Полянського району Мордовії, Росія. Входить до складу Зарубкинського сільського поселення.
Населення — 347 осіб (2010; 357 у 2002).
Національний склад станом на 2002 рік:
- мордва — 100 %